# La Course au trésor
Pour plus de détails, voir Fiche technique et Distribution.
La Course au trésor (Candleshoe) est un film  américano-britannique de Norman Tokar, sorti en 1977.

## Synopsis
Casey Brown (Jodie Foster) est une orpheline qui vit de petits larcins. Véritable garçon manqué, à l'éducation plus que légère, elle fait un jour la connaissance d'Harry Bundage (Leo McKern), petit escroc minable, qui l'embarque dans une de ses arnaques. Celui-ci s'est en effet mis en tête de mettre la main sur le fabuleux trésor caché au cœur du Manoir de Candleshoe. Pour arriver à ses fins, il compte utiliser l'adolescente pour duper la propriétaire, Lady St. Esmund (Helen Hayes), une vieille femme à la recherche de sa petite-fille disparue des années auparavant. Usurpatrice involontaire, Casey doit alors chercher les indices menant à la fortune, tout en veillant à ne pas éveiller les soupçons des autres habitants des lieux, des orphelins recueillis par Lady St. Edmund, au majordome Priory (David Niven)...

## Fiche technique
- Titre original : Candleshoe
- Titre français : La course au trésor
- Réalisation : Norman Tokar, assisté de Jack Causey
- Scénario : Rosemary Anne Sisson, David Swift d'après le roman Christmas at Candleshoe de Michael Innes
- Continuité :  Georgina Hamilton
- Direction artistique : Albert Witherick
- Décors : Martin Atkinson
- Costumes : Julie Harris
- Maquillage :  Roy Ashton, Bob Lawrence
- Coiffure : Joan Carpenter, Joyce Wood
- Photographie : Paul Beeson, Ray Sturgess (second équipe), Godfrey Godar (caméraman)
- Effets spéciaux : Cliff Culley
- Son : Claude Hitchcock, Ken Barker,
- Montage : Peter Boita (image), Peter Best (son)
- Musique : Ron Goodwin
- Cascades : Bob Anderson (Coordination), Peter Diamond, Kiran Shah
- Responsable des locations : Jake Wright
- Distribution :  Maude Spector
- Production : Ron Miller, Robin Douet (responsable de production), Hugh Attwooll (associé)
- Société de production : Walt Disney Productions
- Distribution : Buena Vista Distribution
- Pays de production :  États-Unis,  Royaume-Uni[1]
- Langue originale : Anglais
- Format : couleur (Technicolor) — 35 mm — 1,85:1 — son Mono (RCA Photophone Sound Recording)
- Genre : Comédie dramatique
- Durée : 101 minutes
- Dates de sortie : 
  - États-Unis : 16 décembre 1977
  - France : 26 décembre 1979

Sauf mention contraire, les informations proviennent des sources concordantes suivantes : Leonard Maltin, Mark Arnold et IMDb

## Distribution
- David Niven (VQ : Jean Fontaine) : Priory
- Helen Hayes (VQ : Huguette Oligny) : Lady St.Edmund
- Jodie Foster (VQ : Nicole Fontaine) : Casey
- Leo McKern (VQ : Marcel Cabay) : Harry Bundage
- Veronica Quilligam : Cluny
- Ian Sharrock : Peter
- Sarah Tamakuni : Anna
- David Samuels (VQ : Flora Balzano) : Bobby
- John Alderson (VQ : Victor Désy) : Jenkins
- Mildred Shay : Mme McCress
- Michael Balfour : M. McCress
- Sydney Bromley (VQ : Hubert Fielden) : M. Thresher
- Michael Segal : le contrôleur du train
- Vivian Pickles (VQ : Arlette Sanders) : Grimsworthy
- Bob Anderson : Hood
- Peter Diamond : Hood
- January L'Angelle : enfant des rues

Sauf mention contraire, les informations proviennent des sources concordantes suivantes : Leonard Maltin, Mark Arnold, Dave Smith et IMDb, Version québécoise (VQ) sur Doublage.qc.ca

## Sorties cinéma
Sauf mention contraire, les informations suivantes sont issues de l'Internet Movie Database.
- États-Unis : 16 décembre 1977
- Irlande : 12 janvier 1979
- Pays-Bas : 30 août 1979
- Brésil : 1980
- Norvège : 15 février 1980
- Finlande : 5 septembre 1980
- Uruguay : 17 septembre 1981 (Montevideo)

## Origine et production
Le film est basé le roman Christmas at Candleshoe de Michael Innes,. À l'origine David Swift, scénariste de Pollyanna (1960) et La Fiancée de papa (1961), devait réaliser le film mais il ne croyait pas que Jodie Foster pouvait tenir le rôle et demanda à quitter la production. De même la distribution devait être différente, Laurence Olivier était envisagé pour Priory mais remplacé par David Niven, tout comme Harry Andrews remplacé par Leo McKern et une actrice non précisée remplacée par Veronica Quilligam.
Pour Jodie Foster, il y a une forme de loyauté et un sentiment familial chez Disney et, pour elle, le tournage de Un vendredi dingue, dingue, dingue (1976) et La Course au trésor avait un côté gênant car elle aspirait à devenir réalisatrice et non plus actrice. Elle évoque cette gêne dans le documentaire du DVD de Un vendredi dingue, dingue, dingue. Jodie Foster précise qu'elle était alors sous contrat avec Disney et a dû refuser le rôle de Leia dans Star Wars (1977). Elle a apprécié le tournage en Angleterre et surtout de côtoyer David Niven et Helen Hayes qu'elle respectait beaucoup,.

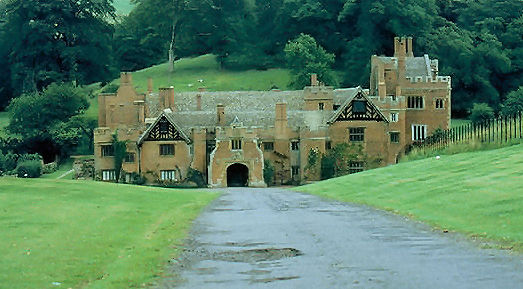
Compton Wynyates, Warwickshire, vers 1983

Le film a été tourné aux Pinewood Studios à Londres pour les intérieurs. La demeure de style Tudor utilisée dans le film est le Compton Wynyates (en) situé dans le comté de Warwickshire en Angleterre. Le tournage a aussi eu lieu à Los Angeles, à Kidderminster, au village d'Hambleden près de Buckinghamshire et sur la ligne de chemin de fer du Severn Valley Railway (en). La musique a été enregistrée aux Anvil Studios.
Le film sort en salle à Los Angeles dans le seconde moitié de décembre 1977, de manière anticipée, avec l'espoir du studio de pouvoir être sélectionné pour un Oscar mais ce ne sera pas le cas,. Le film sort de manière nationale le 10 février 1978.
Le film est édité en vidéo en 1981, 1985 et 1992 et diffusé dans l'émission The Disney Sunday Movie en 1986.

## Analyse
Mark Arnold se souvient avoir vu La Course au trésor et Peter et Elliott le dragon (1977) à quelques mois d'intervalle et il est intéressant de voir que les deux films possèdent des scènes où les acteurs glissent dans et sont couverts d'essence. Pour Arnold, ce film est un grand film mais sous-estimé. Il apprécie la variété de talents de David Niven, mise en valeur par les multiples personnages qu'il incarne dans le film.